# Marina Walerjewna Guschtschina
Marina Walerjewna Guschtschina (russisch Марина Валерьевна Гущина, * 8. März 1971 im Rajon Iskitim, Oblast Nowosibirsk) ist eine ehemalige russische Biathletin.
Marina Guschtschina trat im Biathlon-Weltcup in den Wintern 1995/96 und 1996/97 in Erscheinung. Beim Sprint in Brezno-Osrblie im Januar 1996 belegte sie nach fehlerfreiem Schießen Platz 23 direkt hinter ihren Teamkameradinnen Tupilenko und Saposchnikowa. In der Folgesaison erzielte sie mit Platz 20 beim Einzel zum Saisonende in Nowosibirsk im März 1997 ihr bestes Weltcup-Ergebnis.